# 英國宇航
英国宇航公司（英語：British Aerospace），简称BAe，是英国一家飞机制造商、武器及防御系统承包商，總部位於漢普郡法恩堡的航空科技中心。1999年，英国宇航公司收购了英国通用电气旗下馬可尼電子系統，而成立了貝宜系统。

## 外部連結
- British Aerospace (Archive)